# CS Grevenmacher
Club Sportiv Grevenmacher este o echipă de fotbal din orașul Grevenmacher, din estul Luxemburgului. Evoluează în Divizia Națională a Luxemburgului.